# Заша Бенекен
Заша Бенекен (нім. Sascha Benecken) — німецький саночник, олімпійський  медаліст, триразовий чемпіон  світу, чотириразовий чемпіон Європи, призер чемпіонатів світу та Європи.
На Пхьончханській олімпіаді 2018 року  Бенекен разом зі своїм постійним партнером Тоні Еггертом виборов  бронзову медаль за третє місце в змаганнях двійок.

## Виноски
1. ↑  (unspecified title) — Міжнародна федерація санного спорту.
2. ↑  Doubles results (PDF). Архів оригіналу (PDF) за 28 лютого 2018. Процитовано 19 квітня 2018.